# Leanna Jones
Leanne Jones (Stoke-on-Trent, 21 marzo 1985) è un'attrice e cantante inglese, nota soprattutto come interprete di musical nel West End di Londra.
Nel 2008 ha vinto il Laurence Olivier Award alla migliore attrice in un musical per Hairspray.